# Лёгкая атлетика на летних Олимпийских играх 2024 — бег на 10 000 метров (женщины)
Соревнования по бегу на 10 000 метров у женщин на Олимпийских играх 2024 года прошли 9 августа в Париже (Франция) на «Стад де Франс».
Олимпийской чемпионкой 2021 года в беге на 10 000 метров являлась Сифан Хассан из Нидерландов. На этот раз она заняла третье место.
Чемпионкой стала Беатрис Чебет, которая ранее выиграла золото на дистанции 5000 метров.

## Призёры
| Золото              | Серебро                 | Бронза                  |
| Беатрис Чебет Кения | Надя Баттоклетти Италия | Сифан Хассан Нидерланды |

## Рекорды
До начала соревнований действующими были следующие рекорды
| Мировой рекорд                 | Беатрис Чебет Кения | 28:54.14 | Юджин (США)               | 25 мая 2024     |
| Олимпийский рекорд             | Алмаз Аяна Эфиопия  | 29:17.45 | Рио-де-Жанейро (Бразилия) | 12 августа 2016 |
| Лучший результат сезона в мире | Беатрис Чебет Кения | 28:54.14 | Юджин (США)               | 25 мая 2024     |

## Отбор на Олимпийские игры
Отборочный норматив — 30:40.00. Для участия в Олимпийских играх спортсменки должны были выполнить его в период с 31 декабря 2022 года по 30 июня 2024 года. Допускалось выполнение норматива в беге на 10 км по шоссе. Также на Игры квалифицировались 8 сильнейших спортсменок в мировом рейтинге в легкоатлетическом кроссе. Общее количество мест, выделенное World Athletics для этого вида — 27. В случае, если норматив показало меньшее число спортсменок, международная федерация добирала их до нужного значения на основании результатов, показанных в ходе квалификационного периода.
Каждая страна имела возможность выставить на старт не более 3 легкоатлеток.

## Расписание
| Дата           | Время | Раунд соревнований |
| -------------- | ----- | ------------------ |
| 9 августа 2024 | 20:57 | Финал              |

Время местное (UTC+2:00)

## Результаты
Обозначения: WR — Мировой рекорд | OR — Олимпийский рекорд | AR — Рекорд континента | NR — Национальный рекорд | WL — Лучший результат сезона в мире | PB — Личный рекорд | SB — Лучший результат в сезоне | DNS — Не стартовала | DNF — Не финишировала | DQ — Дисквалифицирована

Финальный забег состоялся 9 августа 2024 года. На старт вышли 25 участниц из 13 стран.
Рекордсменка мира Беатрис Чебет из Кении завоевала вторую золотую медаль Олимпийских игр 2024 года. Ранее она выиграла в Париже дистанцию 5000 метров. Позади Чебет вновь оказалась чемпионка 2021 года Сифан Хассан, которая завоевала вторую бронзовую медаль на турнире. Итальянка Надя Баттоклетти во второй раз за год побила национальный рекорд. Первое достижение, 30:51.32, она установила 2 месяцами ранее на победном чемпионате Европы. Рекордный результат 30:43.35 позволил ей стать серебряным призёром Олимпийских игр — первым в истории Италии в женском беге на 10 000 метров.
| Место | Спортсменка         | Страна         | Результат | Примечания |
| ----- | ------------------- | -------------- | --------- | ---------- |
| 1     | Беатрис Чебет       | Кения          | 30:43.25  |            |
| 2     | Надя Баттоклетти    | Италия         | 30:43.35  | NR         |
| 3     | Сифан Хассан        | Нидерланды     | 30:44.12  | SB         |
| 4     | Маргарет Кипкембой  | Кения          | 30:44.58  |            |
| 5     | Лилиан Ренгерук     | Кения          | 30:45.04  |            |
| 6     | Гудаф Цегай         | Эфиопия        | 30:45.21  |            |
| 7     | Фотьен Тесфай       | Эфиопия        | 30:46.93  |            |
| 8     | Вейни Келати        | США            | 30:49.98  |            |
| 9     | Карисса Швайцер     | США            | 30:51.99  | SB         |
| 10    | Циге Гебреселама    | Эфиопия        | 30:54.57  |            |
| 11    | Паркер Вэлби        | США            | 30:59.28  |            |
| 12    | Сара Челангат       | Уганда         | 31:02.37  |            |
| 13    | Лорен Райан         | Австралия      | 31:13.25  |            |
| 14    | Франсин Нийомукунзи | Бурунди        | 31:17.02  | PB         |
| 15    | Эйлиш Макколган     | Великобритания | 31:20.51  | SB         |
| 16    | Диана ван Эс        | Нидерланды     | 31:25.51  |            |
| 17    | Дэйзи Джепкемеи     | Казахстан      | 31:26.55  |            |
| 18    | Рино Госима         | Япония         | 31:29.48  |            |
| 19    | Харука Кокаи        | Япония         | 31:44.03  |            |
| 20    | Клара Лукан         | Словения       | 31:45.15  |            |
| 21    | Аннет Челангат      | Уганда         | 31:50.41  | PB         |
| 22    | Юка Такасима        | Япония         | 31:52.07  | SB         |
| 23    | Меган Кит           | Великобритания | 33:19.92  |            |
| 24 !  | Рахель Даниэль      | Эритрея        | DNF       |            |
| 24 !  | Алессия Зарбо       | Франция        | DNF       |            |